# FK Zeta Golubovci
Der FK Zeta Golubovci (serbokroatisch Фудбалски клуб Зета Fudbalski klub Zeta) ist ein montenegrinischer Fußballverein aus Golubovci, einem Vorort von Podgorica. Der Verein spielt seit der Unabhängigkeit Montenegros in dessen erster Liga, der Prva Crnogorska Liga.

## Geschichte
1927 wurde der Verein unter dem Namen FK Danica gegründet. 1955 wurde der inzwischen FK Napredak heißende Verein in FK Zeta umbenannt.
Zwischen dem Ende des Zweiten Weltkriegs und 1962 spielte der FK Zeta in regionalen Fußballwettbewerben in Podgorica. 1962 stieg man schließlich in die montenegrinische Liga auf, wo man bis 1966 spielte, als sich der Club für die zweite jugoslawische Liga qualifizierte. Im Jahr 2000 gelang der Aufstieg in die jugoslawische erste Liga.
Auch wenn der Club noch immer im maroden Trešnjica Stadion spielt, hat der FK Zeta einen enormen sportlichen Aufschwung hinter sich. Anfangs noch ein semi-professioneller Verein, konnte man am Ende der Saison 2004/2005 den dritten Platz hinter Partizan Belgrad und Roter Stern Belgrad behaupten und sich für den UEFA-Pokal qualifizieren.
Nach Montenegros Unabhängigkeit wurde der Verein als erster Fußballmeister des Landes und qualifizierte sich damit für die erste Qualifikationsrunde zur UEFA Champions League. Seitdem qualifizierte sich der Verein außer 2009/10 immer für den internationalen Wettbewerb.

## Europapokalbilanz
| Saison  | Wettbewerb            | Runde                  | Gegner                  | Gesamt    | Hin       | Rück    |
| ------- | --------------------- | ---------------------- | ----------------------- | --------- | --------- | ------- |
| 2005/06 | UEFA-Pokal            | 2. Qualifikationsrunde | NK Široki Brijeg        | 2:5       | 0:1 (H)   | 2:4 (A) |
| 2006    | UEFA Intertoto Cup    | 2. Runde               | NK Maribor              | 0:5       | 0:3 1 (H) | 0:2 (A) |
| 2007/08 | UEFA Champions League | 1. Qualifikationsrunde | FBK Kaunas              | 5:4       | 3:1 (H)   | 2:3 (A) |
| 2007/08 | UEFA Champions League | 2. Qualifikationsrunde | Glasgow Rangers         | 0:3       | 0:2 (A)   | 0:1 (H) |
| 2008/09 | UEFA-Pokal            | 1. Qualifikationsrunde | Interblock Ljubljana    | 1:2       | 1:1 (H)   | 0:1 (A) |
| 2010/11 | UEFA Europa League    | 1. Qualifikationsrunde | FC Dacia Chișinău       | (a)1:1(a) | 1:1 (H)   | 0:0 (A) |
| 2011/12 | UEFA Europa League    | 1. Qualifikationsrunde | FC Spartak Trnava       | 2:4       | 0:3 (A)   | 2:1 (H) |
| 2012/13 | UEFA Europa League    | 1. Qualifikationsrunde | FC Pjunik Jerewan       | 4:2       | 3:0 (A)   | 1:2 (H) |
| 2012/13 | UEFA Europa League    | 2. Qualifikationsrunde | JJK Jyväskylä           | (a)3:3(a) | 2:3 (A)   | 1:0 (H) |
| 2012/13 | UEFA Europa League    | 3. Qualifikationsrunde | FK Sarajevo             | (a)2:2(a) | 1:2 (A)   | 1:0 (H) |
| 2012/13 | UEFA Europa League    | Play-offs              | PSV Eindhoven           | 00:14     | 0:5 (H)   | 0:9 (A) |
| 2017/18 | UEFA Europa League    | 1. Qualifikationsrunde | FK Željezničar Sarajevo | 2:3       | 0:1 (A)   | 2:2 (H) |
| 2019/20 | UEFA Europa League    | 1. Qualifikationsrunde | Fehérvár FC             | 1:5       | 1:5 (H)   | 0:0 (A) |
| 2020/21 | UEFA Europa League    | Vorqualifikation       | UE Engordany            | 3:1       | 3:1 (A)   | 3:1 (A) |
| 2020/21 | UEFA Europa League    | 1. Qualifikationsrunde | FC Progrès Niederkorn   | 0:3       | 0:3 (H)   | 0:3 (H) |

Gesamtbilanz: 28 Spiele, 6 Siege, 5 Unentschieden, 17 Niederlagen, 26:57 Tore (Tordifferenz −31)